# Leichtathletik-Weltmeisterschaften 2009/Teilnehmer (Schweden)
| Gelbes Symbol für Goldmedaillen mit stilisierten Olympischen Ringen | Graues Symbol für Silbermedaillen mit stilisierten Olympischen Ringen | Braundes Symbol für Bronzemedaillen mit stilisierten Olympischen Ringen |
| ------------------------------------------------------------------- | --------------------------------------------------------------------- | ----------------------------------------------------------------------- |
| —                                                                   | —                                                                     | —                                                                       |

Der schwedische Leichtathletik-Verband stellte 23 Athleten bei den Leichtathletik-Weltmeisterschaften 2009 in Berlin.

## Ergebnisse

### Männer

#### Laufdisziplinen
| Johan Wissman      | 400 m            | 45,83 s     | 23  | DNS                | DNS                | –                  | –                  | – | – |
| Mattias Claesson   | 800 m            | 1:48,02 min | 26  | nicht qualifiziert | nicht qualifiziert | nicht qualifiziert | nicht qualifiziert |   |   |
| Robert Kronberg    | 110 m Hürden     | DNS         | DNS | –                  | –                  | –                  | –                  |   |   |
| Per Jacobsen       | 3000 m Hindernis | 8:44,80 min | 31  |                    |                    | nicht qualifiziert | nicht qualifiziert |   |   |
| Mustafa Mohamed    | 3000 m Hindernis | 8:22,92 min | 13  |                    |                    | 8:35,77 min        | 14                 |   |   |
| Andreas Gustafsson | 50 km Gehen      |             |     |                    |                    | 3:57:53 h PB       | 20                 |   |   |

#### Sprung/Wurf
| Athlet           | Disziplin      | Qualifikation | Qualifikation | Finale             | Finale             |
| Athlet           | Disziplin      | Weite/Höhe    | Platz         | Weite/Höhe         | Platz              |
| ---------------- | -------------- | ------------- | ------------- | ------------------ | ------------------ |
| Linus Thörnblad  | Hochsprung     | 2,30 m        | 2             | 2,23 m             | 5                  |
| Jesper Fritz     | Stabhochsprung | NMH           | NMH           | –                  | –                  |
| Alhaji Jeng      | Stabhochsprung | 5,65 m SB     | 11            | 5,50 m             | 12                 |
| Michel Tornéus   | Weitsprung     | 7,78 m        | 28            | nicht qualifiziert | nicht qualifiziert |
| Magnus Arvidsson | Speerwurf      | DNS           | DNS           | –                  | –                  |
| Jonas Lohse      | Speerwurf      | 75,33 m       | 30            | nicht qualifiziert | nicht qualifiziert |

#### Zehnkampf
| Athlet         | Disziplin | 100 m      | Weit- sprung | Kugel- stoßen | Hoch- sprung | 400 m      | 110 m Hürden | Diskus- wurf | Stabhoch- sprung | Speer- wurf | 1500 m         | Punkte  | Platz |
| -------------- | --------- | ---------- | ------------ | ------------- | ------------ | ---------- | ------------ | ------------ | ---------------- | ----------- | -------------- | ------- | ----- |
| Daniel Almgren | Ergebnis  | 10,92 s PB | 7,29 m SB    | 13,43 m       | 1,99 m SB    | 47,68 s PB | 15,14 s      | 34,33 m      | 4,30 m SB        | 56,69 m     | 4:13,47 min    | 7803 PB | 25    |
| Daniel Almgren | Punkte    | 878        | 883          | 693           | 794          | 925        | 833          | 550          | 702              | 688         | 857            | 7803 PB | 25    |
| Nicklas Wiberg | Ergebnis  | 10,96 s PB | 7,25 m       | 14,99 m PB    | 2,05 m       | 48,73 s    | 14,75 s      | 42,28 m SB   | 4,50 m PB        | 75,02 m PB  | 4:17,05 min SB | 8406 NR | 7     |
| Nicklas Wiberg | Punkte    | 870        | 874          | 789           | 850          | 874        | 880          | 711          | 760              | 966         | 832            | 8406 NR | 7     |

### Frauen

#### Laufdisziplinen
| Athletin         | Disziplin        | Vorlauf        | Vorlauf | Halbfinale | Halbfinale | Finale             | Finale             |
| Athletin         | Disziplin        | Zeit           | Platz   | Zeit       | Platz      | Zeit               | Platz              |
| ---------------- | ---------------- | -------------- | ------- | ---------- | ---------- | ------------------ | ------------------ |
| Ulrika Johansson | 3000 m Hindernis | 9:38,88 min PB | 23      |            |            | nicht qualifiziert | nicht qualifiziert |
| Monica Svensson  | 20 km Gehen      |                |         |            |            | DSQ                | DSQ                |

#### Sprung/Wurf
| Athletin        | Disziplin   | Qualifikation | Qualifikation | Finale             | Finale             |
| Athletin        | Disziplin   | Weite/Höhe    | Platz         | Weite/Höhe         | Platz              |
| --------------- | ----------- | ------------- | ------------- | ------------------ | ------------------ |
| Emma Green      | Hochsprung  | 1,95 m        | 1             | 1,96 m SB          | 7                  |
| Helena Engman   | Kugelstoßen | 17,19 m       | 22            | nicht qualifiziert | nicht qualifiziert |
| Sofia Larsson   | Diskuswurf  | 54,28 m       | 32            | nicht qualifiziert | nicht qualifiziert |
| Anna Söderberg  | Diskuswurf  | 57,92 m       | 26            | nicht qualifiziert | nicht qualifiziert |
| Cecilia Nilsson | Hammerwurf  | 63,77 m       | 34            | nicht qualifiziert | nicht qualifiziert |

#### Siebenkampf
| Athletin           | Disziplin | 100 m Hürden | Hochsprung | Kugelstoßen | 200 m      | Weitsprung | Speerwurf  | 800 m       | Punkte | Platz |
| ------------------ | --------- | ------------ | ---------- | ----------- | ---------- | ---------- | ---------- | ----------- | ------ | ----- |
| Nadja Casadei      | Ergebnis  | 14,40 s      | 1,68 m     | 12,92 m     | 24,92 s PB | 5,78 m     | 32,30 m    | 2:12,66 min | 5598   | 22    |
| Nadja Casadei      | Punkte    | 923          | 830        | 722         | 894        | 783        | 520        | 926         | 5598   | 22    |
| Jessica Samuelsson | Ergebnis  | 13,96 s SB   | 1,68 m     | 13,56 m     | 24,71 s    | 5,90 m     | 37,15 m SB | 2:10,34 min | 5885   | 17    |
| Jessica Samuelsson | Punkte    | 984          | 830        | 765         | 914        | 819        | 613        | 960         | 5885   | 17    |